# Nekrasovskoe
Nekrasovskoe è una cittadina della Russia europea centrale, situata nella oblast' di Jaroslavl'; appartiene amministrativamente al rajon Nekrasovskij, del quale è il capoluogo.
Si trova nella parte occidentale della oblast', sulla sponda destra del Volga, presso la confluenza in esso del piccolo affluente Solonica.